# Gillian O'Sullivan
Gillian O'Sullivan (Killarney, 21 de agosto de 1976) es una atleta irlandesa especializada en pruebas de marcha atlética.
En 2003 consiguió la medalla de plata en el Campeonato Mundial de Atletismo de 2003, celebrado en París.
Ha participado también en los Juegos Olímpicos de Sídney 2000, donde terminó en el puesto 10.
| Mejores marcas personales | Mejores marcas personales | Mejores marcas personales  | Mejores marcas personales |
| Distancia                 | Tiempo                    | Lugar                      | Fecha                     |
| ------------------------- | ------------------------- | -------------------------- | ------------------------- |
| 3.000 m. PC               | 11:35.34                  | Belfast, Irlanda           | 15 de febrero de 2003     |
| 3.000 m.                  | 12:34.71                  | Castleisland, Irlanda      | 11 de junio de 2000       |
| 3.000 m.                  | 12:34.71                  | Santry, Irlanda            | 19 de julio de 2002       |
| 3.000 m.                  | 12:34.71                  | Sligo, Irlanda             | 30 de mayo de 2004        |
| 3.000 m.                  | 12:34.71                  | Ringsend, Irlanda          | 22 de mayo de 2005        |
| 5.000 m.                  | 20:02.60                  | Dublín, Irlanda            | 13 de julio de 2002       |
| 10.000 m.                 | 45:28.75                  | San Sebastián, España      | 1 de agosto de 1998       |
| 10 km.                    | 43:28                     | Dublín, Irlanda            | 15 de julio de 2000       |
| 20 km.                    | 1h:27:22                  | Sesto San Giovanni, Italia | 19 de febrero de 2006     |
| PC - Pista Cubierta       |                           |                            |                           |